# Сур'яварман I
Сур'яварман I (кхмер. សូរ្យវរ្ម័នទី១; 1001-1050) — правитель Кхмерської імперії.

## Життєпис
Був сином принца Тамбарлінги (півострів Малакка).
Прийшов до влади, здобувши перемогу в громадянській війні й подолавши Джаявіравармана. Був коронований 1012 року.
Сур'яварман I був талановитим полководцем, він завоював практично всю Камбоджу, приєднав землі півдня Сіаму. Багато земель було обкладено даниною й підкорено землі південного Лаосу. За його наказом було розпочато будівництво Західного Бараю в Яшодхарапурі.
Також за часів правління Сур'явармана I було зведено принаймні три великих храми й розширено деякі храмові комплекси, зокрема Преахвіхеа. Державною релігією в державі офіційно залишався шайвізм, але сам правитель симпатизував буддизму махаяни.